# Cymande
Pour les articles homonymes, voir Cymande (album).
Cymande est un groupe de funk britannique originaire de Londres.

## Biographie
Le groupe se forme à Londres en 1971. Actif dans les années 1970, le groupe a sorti quatre albums entre 1972 et 1981. Il est formé de huit membres, tous originaires des Antilles (Jamaïque, Guyana, Saint-Vincent-et-les-Grenadines). Leur nom provient d'un terme issu du calypso, désignant la colombe, symbole de paix et d'amour.
Ils produisent une musique qui est un mélange de funk, de calypso, de rhythm'n'blues, de soul et de reggae. Ils inventent un terme pour définir leur style : le « Nyah-Rock ». Leurs compositions sont fortement inspirées par le mouvement rastafari. Leurs titres les plus célèbres sont Bra, un classique des pistes de danse, The Message et Brothers on the Slide.
Leur musique a été samplée par un bon nombre de producteurs de hip-hop dans les années 1990. The Message fut ainsi notamment utilisé par MC Solaar dans Bouge de là, par Masta Ace dans Me & The Biz, par Ruthless Rap Assassins (en) dans And It Wasn't a Dream et par les Fugees dans Ready or Not.
Le groupe se réunit en 2006 pour un concert à Brighton. En 2012, le groupe se reforme et recommence à tourner. En 2015, ils enregistrent un nouvel album A Simple Act of Faith et participent en 2016 à une tournée mondiale (Paris, Londres, Berlin, New-York, etc).

## Membres
- Patrick Patterson, guitare.
- Derek Gibbs, saxophone alto et soprano.
- Mike Rose, saxophone alto, flûte, bongo.
- Desmond Atwell, saxophone.
- Joey Dee, chant, percussions.
- Steve Scipio, guitare basse.
- Sam Kelly, batterie.
- Pablo Gonzales, congas.

## Discographie
- 1972 : Cymande
- 1973 : Second Time Round
- 1974 : Promised Heights
- 1981 : Arrival
- 2015 : A simple act of faith
- 2025 : Renascence